# Dimorphanthera brevipes
Dimorphanthera brevipes är en ljungväxtart som beskrevs av Schlechter. Dimorphanthera brevipes ingår i släktet Dimorphanthera och familjen ljungväxter. Inga underarter finns listade i Catalogue of Life.